# Пакистан на Светском првенству у атлетици на отвореном 2013.
Пакистан је учествовао на Светском првенству у атлетици на отвореном 2013. одржаном у Москви од 10. до 18. августа дванаести пут. репрезентацију Пакистана је представљао један атлетичар који се такмичио у  трци на 200 м.
На овом првенству представник Пакистана није освојило медаљу, нити је поправио неки рекорд.

## Резултати

### Мушкарци
| Атлетичар   | Дисциплина | Лични рекорд | Квалификације | Квалификације | Полуфинале           | Полуфинале           | Финале               | Финале       | Детаљи |
| Атлетичар   | Дисциплина | Лични рекорд | Резултат      | Место         | Резултат             | Место                | Резултат             | Место        | Детаљи |
| ----------- | ---------- | ------------ | ------------- | ------------- | -------------------- | -------------------- | -------------------- | ------------ | ------ |
| Liaquat Ali | 200 м      | 20,92        | 21,90         | 8. у гр. 2    | Није се квалификовао | Није се квалификовао | Није се квалификовао | 48 / 33 (56) |        |